# Darja Anatoljewna Timoschenko
Darja Anatoljewna Timoschenko (russisch Дарья Анатольевна Тимошенко, englische Transkription Daria Timoshenko; * 1. August 1980 in Moskau, Sowjetunion) ist eine ehemalige russisch-aserbaidschanische Eiskunstläuferin, die im Einzellauf startete. Sie ist die Juniorenweltmeisterin des Jahres 1999.
Zu Beginn ihrer Karriere startete Darja Timoschenko für Russland und holte unter dieser Flagge 1999 den Juniorenweltmeister-Titel. Später entschloss sie sich, für Aserbaidschan zu starten. Ihr bestes Resultat war Rang 8 bei ihrer letzten Europameisterschaft 2005. Bei Weltmeisterschaften qualifizierte sie sich nie für das Kürfinale. Nach dem Ende ihrer Karriere arbeitet sie als Jugendtrainerin in Odinzowo.

## Ergebnisse (Auswahl)
| Wettbewerb/Saison                  | 1998/99 | 1999/2000 | 2000/01 | 2001/02 | 2002/03 | 2003/04 | 2004/05 |
| ---------------------------------- | ------- | --------- | ------- | ------- | ------- | ------- | ------- |
| Weltmeisterschaften                | -       | -         | -       | -       | 31.     | 29.     | 35.     |
| Europameisterschaften              | -       | -         | -       | -       | 12.     | 12.     | 8.      |
| Juniorenweltmeisterschaften        | 1.      | 8.        | -       | -       | -       | -       | -       |
| Russische Meisterschaften          |         | 8.        | -       | -       | -       | -       | -       |
| Aserbaidschanische Meisterschaften | -       | -         | -       | 1.      | 1.      | -       | 1.      |
| Cup of Russia                      |         |           |         |         |         |         | 9.      |